# Pontaubault
Pontaubault är en kommun i departementet Manche i regionen Normandie i norra Frankrike. Kommunen ligger i kantonen Avranches som tillhör arrondissementet Avranches. År 2022 hade Pontaubault 576 invånare.

## Befolkningsutveckling
Antalet invånare i kommunen Pontaubault
| Referens: INSEE |